# O'Reilly Auto Parts
O'Reilly Auto Parts est une entreprise américaine spécialisée dans la réparation automobile.

## Histoire
En 2008, O'Reilly Auto Parts acquiert CSK Auto Corporation pour 528 millions de dollars.